# Paralacydes punctatostrigata
Paralacydes punctatostrigata är en fjärilsart som beskrevs av Bethune-Baker 1904. Paralacydes punctatostrigata ingår i släktet Paralacydes och familjen björnspinnare. Inga underarter finns listade i Catalogue of Life.